# Comuna Kozlivșciîna, Kotelva
Kozlivșciîna (în ucraineană Козлівщина) este o comună în raionul Kotelva, regiunea Poltava, Ucraina, formată din satele Dibrova, Kaseanî, Kozlivșciîna (reședința), Pidvarivka, Tereșcenkî, Voronî și Zubî.

## Demografie
Componența lingvistică a comunei Kozlivșciîna
     Ucraineană (96,22%)
     Rusă (2,42%)
Conform recensământului din 2001, majoritatea populației comunei Kozlivșciîna era vorbitoare de ucraineană (96,22%), existând în minoritate și vorbitori de rusă (2,42%) și armeană (1,36%).